# Guido Cavalcanti
Guido Cavalcanti (Firenze, 1258 ca. – Firenze, 29 agosto 1300) è stato un poeta e filosofo italiano del Duecento.

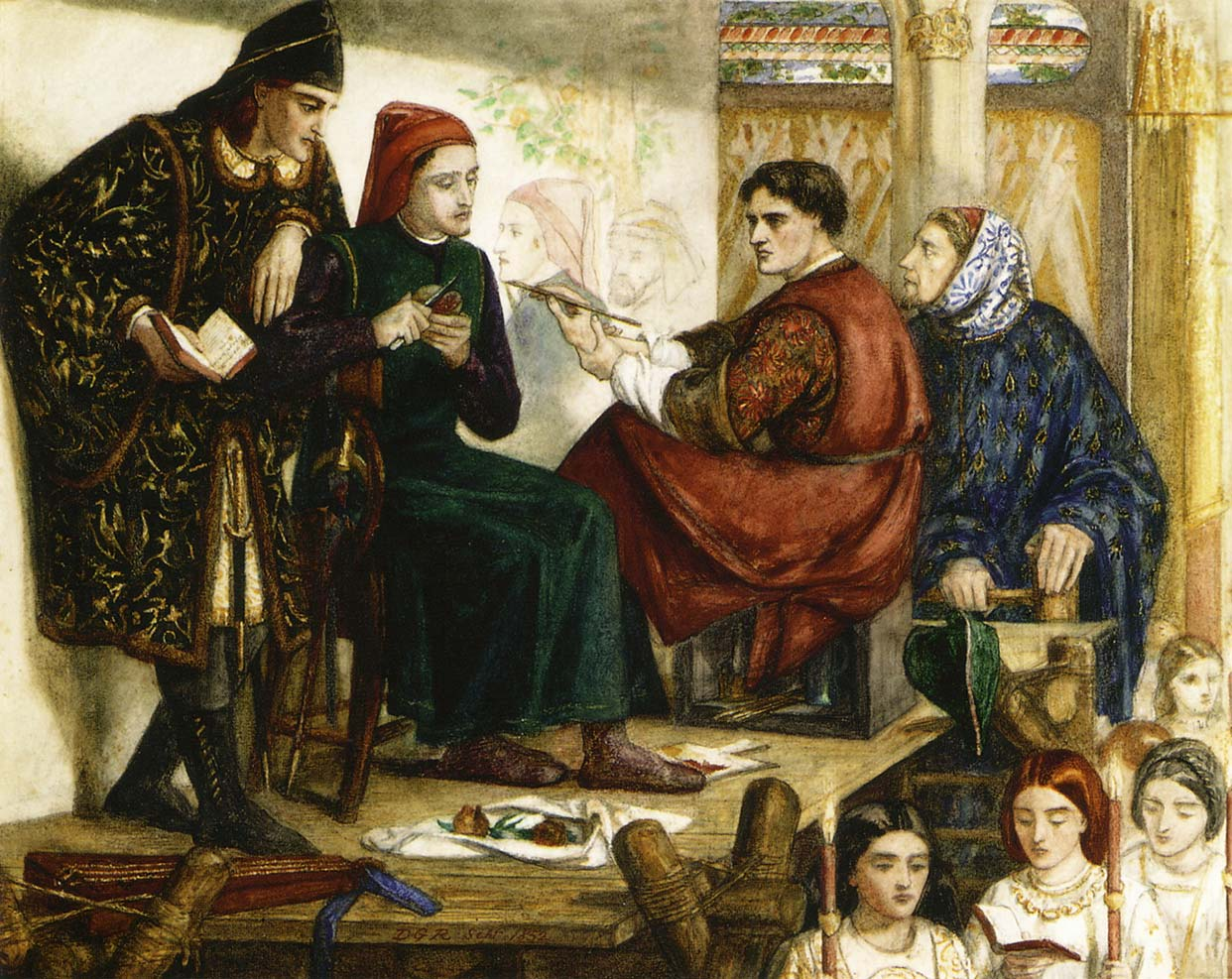
Giotto dipinge il ritratto di Dante - opera di Dante Gabriel Rossetti, 1852. A sinistra, Guido che legge le poesie di Guinizzelli mentre è appoggiato a Dante che taglia un melograno. A destra Giotto che dipinge e a fianco il maestro Cimabue.

Esponente di spicco della corrente poetica del dolce stil novo, partecipò attivamente, tra le file dei guelfi bianchi, alla vita politica fiorentina della fine del XIII secolo. Fu amico personale di Dante, che lo menziona nelle sue opere.

## Biografia
Figlio di Cavalcante dei Cavalcanti, nacque tra il 1255 e il 1258. Si ipotizza che il luogo di nascita sia stato Firenze, ma il dato non è certo. Guido nacque in una nobile famiglia guelfa di parte bianca, che aveva le sue case vicino a Orsanmichele e che era tra le più potenti e ricche della città. Nel 1260 Cavalcante, padre del poeta, fu mandato in esilio a Lucca in seguito alla sconfitta subita nella battaglia di Montaperti. Sei anni dopo, con la disfatta dei ghibellini nella battaglia di Benevento del 1266, i Cavalcanti riacquistarono la loro preminente posizione sociale e politica a Firenze. Nel 1267 a Guido fu promessa in sposa Beatrice, figlia di Farinata degli Uberti, capo della fazione ghibellina. Da Beatrice, Guido avrà due figli, Tancia (che sarà sposa di Giaccotto Mannelli, ma già vedova nel 1330) e Andrea. Il fratello di Guido, Pazzo Cavalcanti, sarà il bisnonno del capostipite del longevo e prolifico ramo calabrese di questa famiglia, Filippo, primo barone di Sartano (oggi frazione di Torano Castello), investito del feudo il 31 agosto 1363.
Ritenuto intellettuale di spicco già dai suoi contemporanei, Jacopo da Pistoia, magister artium a Bologna, prima del 1280 gli dedica la Quaestio de felicitate, opera in cui si discute della felicità in termini averroistici. Di fatto, nelle opere del Cavalcanti è possibile ravvisare una matrice averroista o perlomeno eterodossa che gli valse la fama di materialista ed epicureo (termine che allora indicava generalmente chi non credeva nell'immortalità dell'anima ed era dunque eretico).

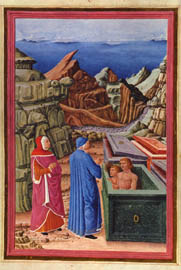
Dante Alighieri e Virgilio incontrano all'Inferno Cavalcante dei Cavalcanti e Farinata degli Uberti nel sesto girone degli Eretici ed Epicurei

Nel gennaio 1280 Guido fu tra i firmatari, per la Parte Guelfa, nella pace del cardinal Latino tra guelfi e ghibellini e nel 1284 sedette nel Consiglio generale al Comune di Firenze insieme a Brunetto Latini e lo storico Dino Compagni. Secondo la Cronaca di quest'ultimo, avrebbe inoltre intrapreso un pellegrinaggio a Santiago di Compostela. Il poeta minore Niccola Muscia ne diede un'importante testimonianza attraverso il sonetto Ècci venuto Guido 'n Compostello, in cui schernì il proponimento del poeta e sostenne che il percorso fosse stato interrotto a Nîmes. Oggi gli studiosi hanno ancora perplessità in merito e si interrogano sulle ragioni di questo viaggio: non potendo fare appello alla fede, si ipotizza che si fosse allontanato per cause politiche. In questa prospettiva, acquisisce rilievo ciò che il Compagni specifica nella sua Cronica delle cose occorrenti ne' tempi suoi. Viene affermato che Corso Donati, principale avversario del Cavalcanti, mandò dei sicari per assassinarlo durante il tragitto, il che portò Guido a ricambiare il favore una volta tornato a Firenze: tentò di colpirlo con un dardo in pieno giorno, ma mancò e nello scompiglio rimase ferito a una mano. Nei fatti, l'inimicizia con Corso è ulteriormente ribadita dal fatto che quest'ultimo (evidentemente giocando con il nome Cavalcanti) affibbiò al poeta l'appellativo cavicchia, termine variamente interpretabile da 'caviglia' facendo forse riferimento a qualche particolarità fisica, fino a un'accezione più oscena quale "sodomita passivo", cosa che trova un'ulteriore menzione nel sonetto di Lapo di Farinata degli Uberti dal titolo Guido quando dicesti pasturella.
Nel 1283 Dante Alighieri inviò a tutti i rimatori principali di Firenze un sonetto anonimo, A ciascun alma presa e gentil core, in cui chiedeva di interpretare un suo sogno. Tra le diverse risposte che ricevette, alcune anche canzonatorie, vi fu quella di Guido, Vedeste al mio parere onne valore, con cui si inaugurò un'amicizia profonda, un sodalizio nel quale Guido rappresentò, per il giovane Dante, una figura di riferimento nonché di maestro. Sono diversi i componimenti che si scambiarono e che testimoniano l'intensa armonia che regnò tra i due: tra i sonetti più celebri vi è quello di Dante Guido, i' vorrei che tu e Lapo ed io a cui seguì l'altro sonetto di Guido, mirabile, ancorché meno conosciuto, S'io fosse quelli che d'amor fu degno, che, al contrario, mette in rilievo un lato più tormentato del rapporto. Nel terzo capitolo della Vita nuova, Dante dedicò il libello a Guido, chiamandolo 'primo de li miei amici', dove primo è inteso per ordine di importanza. È lecito però ipotizzare un distacco o quantomeno una lite avvenuta probabilmente attorno agli anni '90, testimoniata dal sonetto I' vegno 'l giorno a te 'nfinite volte, nel quale, con toni risentiti, Guido rimprovera a Dante una non meglio specificata viltà.
Con gli anni '90 il clima politico di Firenze cominciò a cambiare: nel 1293 entrarono in vigore gli Ordinamenti di Giustizia promulgati da Giano Della Bella i quali escludevano i magnati, ovvero la nobiltà, dalla partecipazione politica (a meno che non ci si iscrivesse a un'Arte, diventando dunque borghesi) con il pretesto che fossero troppo bellicosi per gestire la cosa pubblica; essenzialmente, si mirava a indebolire l'aristocrazia per rafforzare l'alta borghesia che ormai si era affermata. Guido non si iscrisse a un'Arte, tuttavia rimase coinvolto negli scontri violenti tra magnati, come testimonia Dino Compagni parlando di un assalto alla casa dei Donati.
Il 24 giugno 1300 Dante, divenuto priore di Firenze nei due mesi dal 15 giugno al 15 agosto, fu tra i firmatari della condanna ad esilio dei capi più bellicosi della parte sia bianca sia nera, tra i quali figurava Guido, in seguito a nuovi scontri. I bianchi vennero relegati a Sarzana, territorio all'epoca paludoso e malsano. A lungo si è pensato che la celebre ballata Perch'i' no spero di tornar giammai fosse stata composta durante l'esilio ma si è avanzata l'ipotesi che la lontananza di cui egli parla non sia letterale quanto piuttosto un'immaginazione poetica.
Il 19 agosto venne revocata la condanna per l'aggravarsi delle sue condizioni di salute ma già il 29 agosto morì, pochi giorni dopo esser tornato a Firenze, probabilmente a causa della malaria contratta durante l'esilio.
Dante lo ricorda anche nel De vulgari eloquentia e nella Divina Commedia (Inferno, canto X, e Purgatorio, canto XI).
Boccaccio lo cita nel Commento alla Divina Commedia e  lo rende protagonista della nona novella, Elissa, della sesta giornata del Decameron.
Lo scrittore Anatole France scrisse una novella su di lui nell'opera Le Puits de Sainte Claire, intitolata Messer Guido Cavalcanti
Italo Calvino lo citò come simbolo di leggerezza nelle sue Lezioni americane, facendo riferimento al salto delle arche che Boccaccio descrive nella sua novella.
A lui sono dedicate vie a: Cagliari, Firenze, Marina di Pietrasanta, Milano, Palermo, Roma, Sarzana.

## La personalità
La sua personalità, aristocraticamente sdegnosa, emerge dal ricordo che ne hanno lasciato gli scrittori contemporanei: dai cronisti Dino Compagni e Giovanni Villani a novellieri come Giovanni Boccaccio e Franco Sacchetti. Si legga il ritratto di Dino Compagni: 
Nella Cronaca Giovanni Villani, invece, fa prima di tutto riferimento al suo valore in quanto filosofo (non tenendo in considerazione l'ethos cavalleresco cavalcantiano), successivamente lo definisce "troppo stizzoso" poiché iracondo e rancoroso ed in ultimo gli attribuisce per primo la qualifica di "poeta".
La sua personalità è paragonabile a quella di Dante, con due importanti distinzioni:
1. L'appartenenza a famiglie magnatizie fiorentine si espleta in due modalità nettamente discordanti. Dante entra in politica attivamente (pur pentendosene), mentre Cavalcanti limita la sua azione alla violenza privata usuale per l'epoca.
2. La fede dantesca e l'ateismo cavalcantiano, testimoniato da Dante stesso (Inferno X, 58-63[2]), Boccaccio (Decameron VI, 9: «egli alquanto tenea della oppinione degli epicuri, si diceva tralla gente volgare che queste sue speculazioni erano solo in cercare se trovar si potesse che Iddio non fosse») e Filippo Villani (De civitatis Florentie famosis civibus). La sua eterodossia è stata tra l'altro rilevata nella grande canzone dottrinale Donna me prega, certamente il testo più arduo e impegnato, anche sul piano concettuale, di tutta la poesia stilnovistica, in cui si rinvengono caratteri di correnti radicali dell'aristotelismo averroistico.

Famoso e significativo l'episodio narrato dal Boccaccio di una specie di scherzoso assalto, da parte di una brigata di giovani fiorentini a cavallo, al "meditativo" Guido, che schivava la loro compagnia. Lo stesso episodio verrà ripreso da Italo Calvino nelle Lezioni americane, in cui il poeta duecentesco, con l'agile salto da lui compiuto, diventa emblema della leggerezza. L'episodio figura anche nell'omonimo testo di Anatole France ne "Le Puits de Sainte Claire" dove, peraltro, i fatti risalienti della sua vita vengono riportati sotto una veste quasi mistica.

## Opere
Il suo corpus poetico consta di cinquantadue componimenti, di cui due canzoni, undici ballate, trentasei sonetti, un mottetto e due frammenti composti da una stanza ciascuno.  Le forme maggiormente utilizzate sono il sonetto e la ballata, seguite dalla canzone. In particolare, la ballata appare congeniale alla poetica cavalcantiana, poiché incarna la musicalità sfumata e il lessico delicato, che si risolvono poi in costruzioni armoniose. Peculiare di Cavalcanti è, nei sonetti, la presenza di rime retrogradate nelle terzine. Fra i testi più noti, si ricordano: Donna me prega (canzone), Chi è questa che vèn, ch’ogn’om la mira (sonetto) e Perch'i' no spero di tornar giammai (ballata).
Va inoltre sottolineato come non sia pervenuto alcun ordinamento autoriale; pertanto si fa riferimento alla sistemazione dei componimenti di Guido Favati, critico letterario e studioso di filologia romanza che dedicò gran parte della propria vita alla questione. Il risultato dei suoi studi fu, dunque, un ordinamento arbitrario, ma non casuale all'interno del quale troviamo come macro-tematiche:
1. I componimenti arcaizzanti di stampo guinizzelliano (da 1 a 4)
2. Lo sbigottimento e gli spiriti vitali (da 5 a 9)
3. Il motivo dell'autocommiserazione, del compianto funebre e della raffigurazione negativa di Amore (da 10 a 18)
4. Il tema dell'intellezione e della rappresentazione mentale (dal 19 al 28)
5. L'introspezione dovuta all'impossibilità di conoscere la donna
6. Le rime di corrispondenza

## Temi

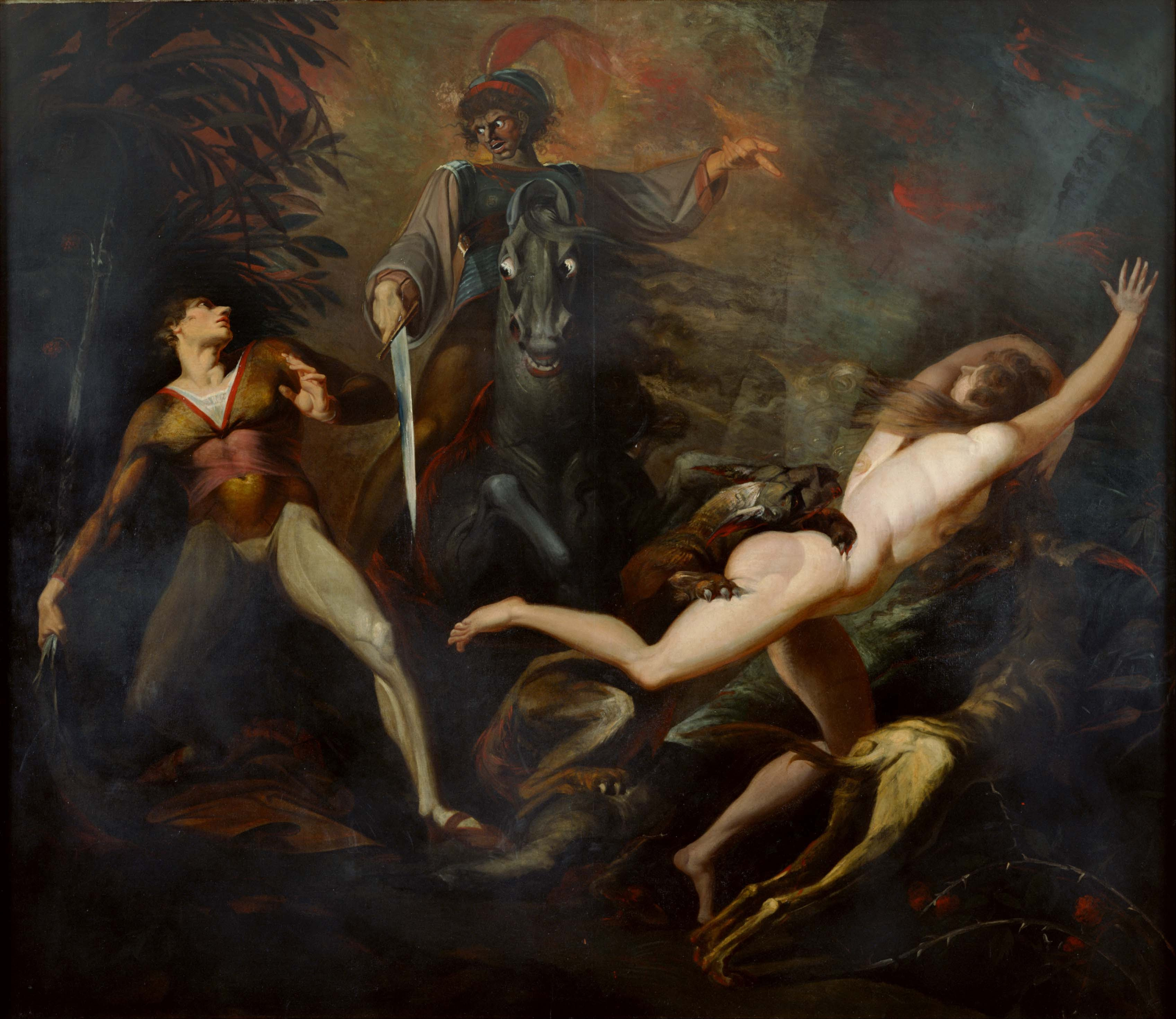
Quadro di Johann Heinrich Füssli del 1783: Teodoro incontra nella foresta lo spettro del suo antenato Guido Cavalcanti.

I temi delle sue opere sono quelli cari agli stilnovisti; in particolare la sua canzone "manifesto" Donna me prega è incentrata sugli effetti prodotti dall'amore.
La concezione filosofica su cui egli si basa è l'aristotelismo radicale promosso dal pensiero del commentatore arabo Averroè (il cui vero nome è Ibn Rušhd), che sosteneva l'eternità e l'incorruttibilità dell'intelletto possibile separato dal corpo e l'anima sensitiva come entelechia o perfezione del corpo.
Va da sé che, avendo le varie parti dell'anima funzioni differenti, solo collaborando esse potevano raggiungere il sinolo, l'armonia perfetta. Si deduce che, quando l'amore colpisce l'anima sensitiva, squarciandola e devastandola, si compromette il sinolo e ne risente molto l'anima vegetativa (come si sa l'innamorato non mangia o non dorme).
Da qui la sofferenza dell'anima intellettiva che, destatasi per la rottura del sinolo, rimane impotente spettatrice della devastazione.
È così che l'innamorato giunge alla morte spirituale.
La donna, avvolta come da un alone mistico, rimane così irraggiungibile e il dramma si consuma nell'animo dell'amante.
Questa concezione filosofica permea la poesia senza comprometterne la raffinatezza letteraria. Uno dei temi fondamentali è l'incontro con l'amore che conduce, al contrario che in Guinizzelli, al dolore, all'angoscia e al desiderio di morire. La poesia di Cavalcanti possiede accenti di vivo dolore riferiti spesso al corpo e alla persona.
Cavalcanti, quindi, oltre che poeta, fu anche un fine pensatore (scrive Boccaccio: «lo miglior loico che il mondo avesse»), ma non ci resta nulla di sue opere filosofiche, ammesso che ne abbia effettivamente scritte.
Il poetare di Cavalcanti, dal ritmo soave e leggero, è di una grande sapienza retorica. I versi di Cavalcanti possiedono una fluidità melodica, che nasce dal ritmo degli accenti, dai tratti fonici del lessico impiegato, dall'assenza di spezzettature, pause, inversioni sintattiche.